# Turm von Ramseiden
Der abgekommene Turm von Ramseiden lag vermutlich im gleichnamigen Ortsteil von Saalfelden am Steinernen Meer, er könnte aber auch im Ortsteil Farmach gestanden haben.

## Geschichte
Ramseiden wurde 888 in einer Urkunde von König Arnulf von Kärnten als erstmals urkundlich erwähnt. Damals schenkte der König der Miltrud, Gattin seines Mundschenken Heimo, neun Königshufen in loco Ramsidin in pago Salueda mit Jagd- und Fischereirecht als freies Eigen. Der Name ist ein Flurname und kommt von lateinisch rumicetum ‚bei den Sauerampfern‘.
Wann der Turm genau entstanden ist, ist unbekannt. 1326 wird Konrad der Ramseider Burggraf auf Saalegg. 1369 belehnte  Hans von Goldegg seine Knechte Hans von Ramseyden und Hans den Hunt mit verschiedenen Zehenten. 1441 ist ein Martin Ramseider genannt, 1473 stifteten die Brüder Georg, Wolfgang und Wilhelm Ramseider Güter für einen Kaplan in Saalfelden.
Wolfgang Ramseider war Pfleger auf Lichtenberg, nannte sich ab 1481 aber von  Grub. Wilhelm Ramseider war Pfleger zu Kaprun, Georg Ramseider war Probst in der Fusch sowie Pfleger von  Mattsee. Der Sohn des Hans von Ramseiden, Georg, war 1431–1451 Pfleger von  Itter. Er zog mit Georg von Ehingen nach Paris, Spanien und Portugal. Kampf suchend gelangten sie nach Nordafrika, wo sie gegen die Muselmanen kämpften.
Die Familie der Ramseider starb 1579 mit Wilhelm Ramseider zu Grub aus. 1582 verkauften die Erben Seifried Messenpeck und Jackel von und zu Franking die Edelmannsitze Ramseiden und Grub an Hans und Christoph Weitmoser. 1603 erwarb Heimeram Ritz den Turm zu Ramseiden. Ihm folgte 1681 Johann Paris Freiherr von Rehlingen. Nach den Pauernfeind von Eys folgten 1752 die Waltenhofen. 1801 erwarb der Bauer Jakob Herzog die  bisher adeligen Sitze zu Grub und Ramseiden. Eventuell sind die Steine der Turmruine nach dem Marktbrand 1811 auch als Baumaterial für den Wiederaufbau Saalfeldens verwendet worden.